# 小石川ふに
小石川 ふに（こいしかわ ふに、5月10日 ‐ ）は、日本の漫画家、イラストレーター、デザイナー。東京都豊島区出身。血液型はAB型。女性。既婚で、夫は漫画家の太田虎一郎。漫画家のほか、夫とともにブックデザイナーとしても活動しており、2008年にはデザイン事務所「デコネコ」を立ちあげている。

## 主な作品
- マジカル・ふにゃっと（短編作品集、シュベール出版、全1巻）
- 恋愛魂理論（短編作品集、宙出版『ピンクパンチ!』連載、全1巻）
- 愛を掘れ!（短編作品集、宙出版『ピンクパンチ!』→『恋愛白書TEENS』連載、全1巻）
- 初音がんばりますッ（短編作品集、少年画報社『『ヤングコミック』連載、全1巻）
- 加納家の事情（実業之日本社『マンサンコミックス』連載、全2巻）
- ゆるユルにゃー!!（4コマ作品、徳間書店『月刊COMICリュウ』連載、全3巻）
- センセイあのね?（4コマ作品、芳文社『まんがホーム』連載、全2巻）
- まんがの装丁屋さん（4コマ作品、芳文社『まんがホーム』連載、全3巻）
- にゃんこ侍（メディアファクトリー、全1巻）